# Guareschi-Reaktion
Die Guareschi-Reaktion, oder Guareschi-Thorpe-Pyridin-Synthese ist eine Namensreaktion der organischen Chemie. Sie dient der Synthese von Pyridin-Derivaten.
Die Reaktion wurde das zunächst 1896 vom italienischen Chemiker Icilio Guareschi (1847–1918) vorgestellt und 1911 vom englischen Chemiker Jocelyn Field Thorpe (1872–1940) erweitert.

## Übersichtsreaktion
Bei der Synthese reagiert Cyanessigsäure (R1= H) oder ein Ester (R1= Alkyl) der Cyanessigsäure 1 mit einem Acetessigsäureester 2. Als Produkt wird ein Pyridin-Derivat erhalten:
Das Cyanessigsäureamid kann analog mit 2 zum gleichen Reaktionsprodukt umgesetzt werden.

## Reaktionsmechanismus
Der Mechanismus wird in der Literatur beschrieben und beispielhaft an der Reaktion von Cyanessigsäure mit Acetessigsäureethylester erläutert. 
Durch die Zugabe von Ammoniak kommt es zunächst zur Enolisierung der Cyanessigsäure. Das dabei entstehende Zwischenprodukt 3 geht eine Bindung mit dem Acetessigsäureethylester ein, wobei es zur Umlagerung eines Wasserstoffatoms kommt. Dabei entsteht die Zwischenstufe 4, an die sich im nächsten Schritt ein Ammoniakmolekül anlagert. Durch eine weitere Wasserstoff- und darauf folgende Elektronenumlagerung kommt es schließlich zur Abspaltung eines Ethanolmoleküls und das Carbonsäureamid 5 wird gebildet. Im nächsten Schritt kommt es zum Ringschluss. Durch weitere Elektronenumlagerungen werden in den letzten beiden Schritten zwei Wassermoleküle abgespaltet und als Produkt wird das Pyrirdin-Derivat 6 erhalten.